# Teodoro Picado Michalski

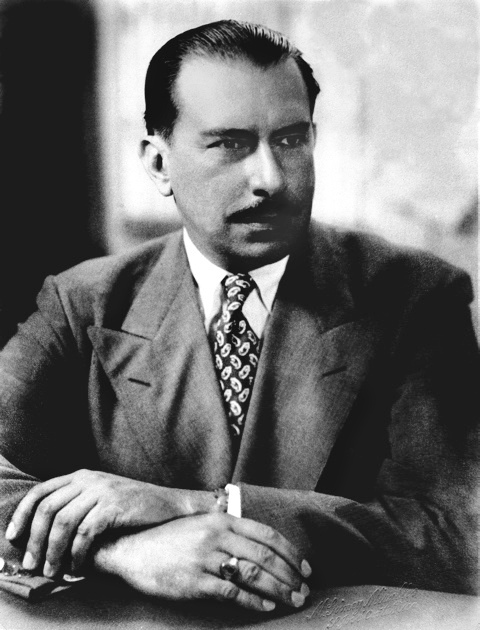
Teodoro Picado Michalski (1944)

Teodoro Picado Michalski (* 10. Januar 1900 in San José; † 1. Juni 1960 in Managua) war ein costa-ricanischer Politiker, Präsident von Costa Rica (1944–1948), Vorsitzender der Konservativen Partei und Bildungsminister (1932). Er provozierte den Bürgerkrieg, indem er den Sieg von Otilio Ulate bei den Wahlen von 1948 nicht anerkannte, worauf er ins Exil gehen musste.

## Biografie

### Herkunft und frühe Laufbahn
Michalski war der Sohn von Jadwisia Michalska Wodziwoska und Teodoro Picado Marín. Sein Bruder war René Picado Michalski.

1926 heiratete er Mercedes Lara Fernández und 1937 in zweiter Ehe Etelvina Ramírez Montiel.
Er war Direktor des Instituto de Alajuela. Später wurde er Rechtsverständiger und Lehrer an einer Anwaltsschule. Als Erzähler schrieb er Essays.
Er war Erziehungs- und Bildungsminister, Parlamentsabgeordneter für San José, Vorsitzender einer verfassungsgebenden Versammlung und Stellvertreter des Präsidenten Rafael Ángel Calderón Guardia. In dieser Rolle wurde er Präsidentschaftskandidat bei den Wahlen 1944. Sein Wahlbündnis war der Bloque de la Victoria, ein Bündnis aus der kommunistischen Vanguardia Popular geleitet von Manuel Mora Valverde und der Partido Republicano Nacional, geleitet von Rafael Ángel Calderón Guardia.

### Präsidentschaft
Unter seiner Präsidentschaft wurde Costa Rica Gründungsmitglied der Vereinten Nationen. Ein Wahlgesetz und ein Steuergesetz wurden verabschiedet und das Instituto Geográfico Nacional  gegründet.
1947 gab es einen Streik (Huelga de brazos caídos), welcher Wahlbetrug zum Thema hatte. Danach wurde die Wahlbehörde, das Tribunal Electoral, eingerichtet und für die Wahlen im Februar eine Reihe von Mechanismen zur Wahlüberwachung eingeführt. Als der Kandidat der Opposition, Otilio Ulate Blanco, vom Tribunal Supremo de Elecciones zum gewählten Kandidaten erklärt wurde, ernannte ihn das Parlament nicht per Gesetz zum Präsidenten, sondern annullierte die Wahl wegen angeblichen Wahlbetruges. Die gleichzeitigen Parlamentswahlen wurden dagegen nicht angefochten, da sie die bisherige Regierungskoalition bestätigten.

### Bürgerkrieg
Die Anhänger von José Figueres Ferrer unternahmen einen bewaffneten Aufstand. Teodoro Picado Michalski suchte bei Anastasio Somoza García Unterstützung. Gegen den Einspruch der USA ließ Anastasio Somoza García am 17. April 1948 die Guardia Nacional de Nicaragua Villa Quesada aus der Luft angreifen. Auf Druck der USA musste die Guardia Nacional am 19. April 1948 wieder abziehen. Am 19. April 1948 wurde in der mexikanischen Botschaft in San José ein Abkommen für ein Ende des Bürgerkrieges geschlossen. Am 20. April 1948 übergab Teodoro Picado Michalski sein Amt an den dritten Stellvertreter Santos León Herrera und verließ Costa Rica in Richtung Nicaragua. 1948 ließ er sich in Managua nieder und arbeitete als Journalist.
1955 versuchte noch einmal Teodoro Junior, der Sohn von Teodoro Picado Michalski, die Macht zu übernehmen; er scheiterte ebenfalls.